# Richard Karl-Heinz Vogel
Richard Karl-Heinz Vogel (* 21. September 1926 in Leipzig-Sellerhausen; † 2. Dezember 1999 in Celle) war ein deutscher Rechtsanwalt, Richter und Notar. Er wurde im Jahr 1982 auf Vorschlag des Niedersächsischen Ministerpräsidenten für seinen Einsatz für die Berufsgerichtsbarkeit der Rechtsanwälte und allgemein für seinen Beitrag für eine funktionierende Rechtspflege mit dem Bundesverdienstkreuz 1. Klasse des Verdienstordens der Bundesrepublik Deutschland ausgezeichnet.

## Leben
Richard Karl-Heinz Vogel wurde in Leipzig-Sellerhausen geboren. Er legte seine juristischen Staatsprüfungen an der Universität Leipzig (1950) und an der Gottfried Wilhelm Leibniz Universität Hannover (1954) ab. 1950 promovierte er an der Universität Leipzig mit einer rechtsgeschichtlichen Dissertation zu den römischen rechtlich-politischen Begriffen imperium und fasces. In dieser Zeit veröffentlichte Vogel auch zu anderen Themen der römischen Rechtsgeschichte, etwa einen Artikel zu den rechtlichen Zusammenhängen der Kriegsbeute (praeda) in Rom für Paulys Realencyclopädie der classischen Altertumswissenschaft.
In den Jahren 1954 bis 1957 war er als Staatsanwalt in Göttingen tätig. Anschließend wurde Vogel bis 1962 erster Staatsanwalt bei der Staatsanwaltschaft beim Oberlandesgericht Celle. Ab 1962 wurde er als Rechtsanwalt beim Oberlandesgericht Celle und dem Landgericht Lüneburg zugelassen und war dort bis zu seiner Verrentung tätig. Im Jahr 1965 wurde Vogel zum Mitglied des Landesjustizprüfungsamts ernannt. 1967 wurde Vogel Mitglied des Niedersächsischen Ehrengerichtshofs für Rechtsanwälte in Celle. Im Jahr 1974 wurde ihm das Amt des Notars übertragen. Im selben Jahr wurde Vogel Vorsitzender eines 1. Senats des Niedersächsischen Ehrengerichtshofs für Rechtsanwälte in Celle. Im Jahr 1980 schied Vogel auf eigenen Wunsch aus den Ämtern des Niedersächsischen Ehrengerichtshofs für Rechtsanwälte in Celle aus.

## Auszeichnungen und Ehrungen
Am 19. November 1981 wurde Vogel das Bundesverdienstkreuz 1. Klasse des Verdienstordens der Bundesrepublik Deutschland auf Vorschlag des Niedersächsischen Ministerpräsidenten überreicht. Verliehen wurde Vogel die Auszeichnung aufgrund seines Engangemens für ehrenamtliche Tätigkeiten in der Rechtspflege (u. a. Ausbildung und Förderung des juristischen Nachwuchses, Mitwirkung in der Niedersächsischen Ehrengerichtsbarkeit für Rechtsanwälte).